# La Hora
La Hora (spanska: Timmen) är en chilensk tidskrift, grundad 1997 och 2000 omgjord till en gratistidning som finns på Metro de Santiago.